# Рикко-дель-Гольфо-ди-Специя
Рикко-дель-Гольфо-ди-Специя (итал. Riccò del Golfo di Spezia) — коммуна в Италии, располагается в регионе Лигурия, в провинции Ла Специя.
Население составляет 3443 человека (2008 г.), плотность населения составляет 96 чел./км². Занимает площадь 36 км². Почтовый индекс — 19020. Телефонный код — 0187.
В коммуне особо почитается животворящий Крест Господень, празднование 3 мая.

## Демография
Динамика населения:

## Администрация коммуны
- Официальный сайт: http://www.comune.riccodelgolfo.sp.it